# Bun substitutiv
În economie, un tip de bun sau serviciu este numit substitut în cazul în care două tipuri de bunuri pot fi consumate sau folosite unul în locul celuilalt, în cel puțin câteva din modurile posibile de folosire. Exemplele clasice de substitute includ margarina și untul sau petrolul și gazele naturale.
Un bun este substitut perfect pentru un altul doar dacă este folosit în exact același mod, la exact același preț și având exact aceeași calitate, când nu există o intenție specială a consumatorului de a prefera un produs față de un alt produs.
Opusul bunului substitutiv este bunul complementar.